# Otar Iosseliani
Otar Iosseliani (Tiflis, Georgia, Tiflis, 2 de febrero de 1934-17 de diciembre de 2023) fue un director de cine georgiano.

## Biografía
Debido a la censura, sus películas fueron prohibidas en varias ocasiones en la URSS, induciendo a que Iosseliani emigrara a Francia en 1982.
En 1984 realizó Les Favoris de la lune (Los favoritos de la Luna) en Francia y ese mismo año la película recibió el premio especial del jurado en el Festival de Venecia, convirtiéndose en un éxito internacional para Iosseliani.
En 2002 Ioseliani ganó el Oso de plata en la Berlinale (Festival Internacional de Cine de Berlín) por Lundi matin (El lunes por la mañana).

## Filmografía
| Título en español                                                  | Título en original                    | Año  |
| ------------------------------------------------------------------ | ------------------------------------- | ---- |
| Acuarela (corto)                                                   | Akvarel                               | 1958 |
| Sapovnela                                                          | Sapovnela                             | 1959 |
| Abril (corto)                                                      | Aprili                                | 1961 |
| Tudzhi                                                             | Tudzhi                                | 1964 |
| Hojas que caen                                                     | Giorgobistve                          | 1966 |
| Viejas canciones georgianas                                        | Dzveli qartuli simgera                | 1969 |
| Érase una vez un mirlo cantor                                      | Iko shashvi mgalobeli                 | 1970 |
| Pastorali                                                          | Pastorali                             | 1975 |
| Siete piezas para un cine en blanco y negro (corto)                | Sept pièces pour cinéma noir et blanc | 1983 |
| Euzkadi, verano 1982 (TV)                                          | Euzkadi été 1982                      | 1983 |
| Los favoritos de la Luna                                           | Les favoris de la Lune                | 1984 |
| Un petit monastère en Toscane                                      | Un petit monastère en Toscane         | 1988 |
| Et la lumière fut                                                  | Et la lumière fut                     | 1989 |
| La chasse aux papillons                                            | La chasse aux papillons               | 1992 |
| Brigands-Chapter VII (La mujer ha salido para engañar a su marido) | Brigands, chapitre VII                | 1996 |
| Adiós tierra firme                                                 | Adieu, plancher des vaches!           | 1999 |
| Lunes por la mañana                                                | Lundi matin'                          | 2002 |
| Jardines en otoño                                                  | Jardins en automne'                   | 2006 |
| Chantrapas                                                         | Chantrapas                            | 2010 |
| Winter Song                                                        | Chant d'hiver                         | 2015 |

## Premios y distinciones
Festival Internacional de Cine de Venecia
| Año  | Categoría                                              | Película                      | Resultado |
| ---- | ------------------------------------------------------ | ----------------------------- | --------- |
| 1984 | Premio de Jurado especial                              | Los favoritos de la Luna      | Ganador   |
| 1984 | Premio OCIC                                            | Los favoritos de la Luna      | Ganador   |
| 1988 | Premio New Cinema - Mención especial                   | Un petit monastère en Toscane | Ganador   |
| 1989 | Premio especial del jurado                             | Et la lumière fut             | Ganador   |
| 1989 | Premio Filmcritica "Bastone Bianco" - Mención especial | Et la lumière fut             | Ganador   |
| 1996 | Premio especial del Jurado                             | Brigands, chapitre VII        | Ganador   |